# Hornos de Moncalvillo
Hornos de Moncalvillo est une commune de la communauté autonome de La Rioja, en Espagne.

## Démographie
| 1900 | 1910 | 1920 | 1930 | 1940 | 1950 | 1960 | 1970 | 1981 |
| ---- | ---- | ---- | ---- | ---- | ---- | ---- | ---- | ---- |
| 209  | 194  | 177  | 185  | 180  | 176  | 165  | 124  | 83   |

| 1991 | 2001 | 2010 | - | - | - | - | - | - |
| ---- | ---- | ---- | - | - | - | - | - | - |
| 106  | 92   | 96   | - | - | - | - | - | - |

## Administration

### Conseil municipal
La ville de Hornos de Moncalvillo comptait 98 habitants aux élections municipales du 26 mai 2019. Son conseil municipal (en espagnol : Pleno del Ayuntamiento) se compose donc de 3 élus.
| Parti | Parti                                    | Voix | %       | Élus  |
| ----- | ---------------------------------------- | ---- | ------- | ----- |
|       | Parti socialiste ouvrier espagnol (PSOE) | 49   | 73,13 % | 2 / 3 |
|       | Parti populaire (PP)                     | 13   | 19,40 % | 1 / 3 |
|       | Partido Riojano (PR+)                    | 5    | 7,46 %  | 0 / 3 |

### Liste des maires
| Mandat    | Maire | Maire                          | Parti |
| --------- | ----- | ------------------------------ | ----- |
| 1979-1983 |       | Gerardo Ortigosa Mayoral       | UCD   |
| 1983-1987 |       | Antonio Mayoral Cerrolaza      | AP    |
| 1987-1991 |       | Antonio Mayoral Cerrolaza      | PSOE  |
| 1991-1995 |       | Antonio Mayoral Cerrolaza      | PSOE  |
| 1995-1999 |       | José Miguel Cerrolaza Nestares | PSOE  |
| 1999-2003 |       | Antonio Mayoral Cerrolaza      | PSOE  |
| 2003-2007 |       | Antonio Mayoral Cerrolaza      | PSOE  |
| 2007-2011 |       | Antonio Mayoral Cerrolaza      | PSOE  |
| 2011-2015 |       | Antonio Mayoral Cerrolaza      | PSOE  |
| 2015-2019 |       | Antonio Mayoral Cerrolaza      | PSOE  |
| 2019-2023 |       | Antonio Mayoral Cerrolaza      | PSOE  |

## Fêtes et manifestations culturelles
- 25 avril : Marc
- 15 mai : Isidore le Laboureur
- Premier weekend de septembre : Christophe de Lycie